# Contea di Union (Carolina del Nord)
La contea di Union (in inglese Union County) è una contea dello Stato della Carolina del Nord, negli Stati Uniti. La popolazione al censimento del 2010 era di 208 292 abitanti. Il capoluogo di contea è Monroe.

## Storia
La contea fu costituita nel 1842.